# Ermesinde (Luxemburg)

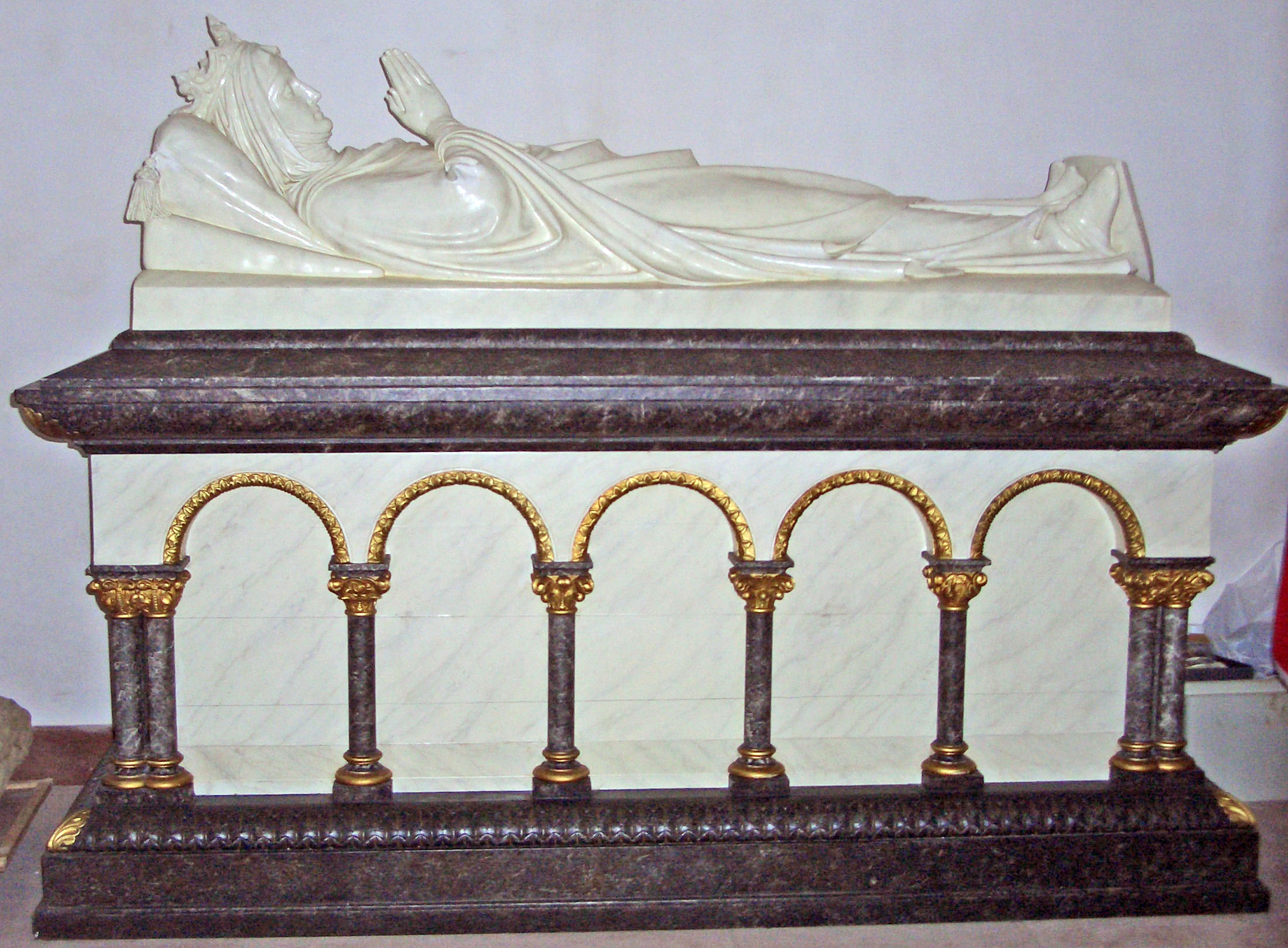
Grabmal Ermesindes in der Krypta der Abtei Clairefontaine in Belgien

Ermesinde II. von Luxemburg (* Juli 1186; † 12. Februar 1247) war Gräfin von Luxemburg, la Roche und Durbuy von 1197 bis 1247. Sie war die einzige Tochter Heinrichs IV., auch „Heinrich der Blinde“ genannt, Graf von Luxemburg und Namur mit Agnes von Geldern, Tochter von Heinrich I. von Geldern.

## Leben
„Heinrich der Blinde“ hatte vor ihrer Geburt seinen Neffen Balduin V. von Hennegau als seinen Nachfolger bestimmt. Ihre Geburt stellte allerdings diese Nachfolge in Frage.
Um sie zu beschützen, verlobte ihr Vater sie im Alter von zwei Jahren mit Heinrich II., Graf der Champagne.
Sie verbrachte einen Großteil ihrer Jugend in Frankreich.
Balduin V. seinerseits verzichtete nicht auf das ihm zugesicherte Erbe, und nach einem Krieg musste der Kaiser die Streitigkeiten schlichten. So wurde dann die Grafschaft Namur Balduin zugeteilt, die Grafschaften Durbuy und la Roche, sowie die Grafschaft Luxemburg wurden Otto I. von Burgund zugeteilt. Somit blieben nur wenige kleinere Territorien, die Ermesinde erbte.
Heinrich II., welcher die Teilnahme am dritten Kreuzzug plante, verzichtete auf das Verlöbnis, und Ermesinde heiratete am 14. August 1196 Theobald I. (1158–1214), Graf von Bar. Dieser handelte mit Otto von Burgund aus, dass er auf die Grafschaft Luxemburg verzichtete, somit wurde sie im Jahre 1197 Gräfin von Bar und Luxemburg.
Theobald versuchte ebenfalls, Namur wiederzugewinnen, war damit aber erfolglos und musste verzichten. Dieser Verzicht wurde im Vertrag von Dinant vom 26. Juli 1199 festgehalten.
Die Nachkommen von Theobald und Ermesinde waren:
- Renaud, Herr von Briey, gestorben vor 1214
- Eine Tochter, gestorben 1214
- Elisabeth († 1262), verheiratet mit Walram Herr von Monschau († 1242).
- Margarethe, verheiratet mit Hugo III. († 1243), Graf von Vaudémont, später mit Henri de Bois, der Regent über die Grafschaft Vaudémont war.

Theobald starb am 13. Februar 1214, und Ermesinde, 27 Jahre alt, heiratete im Mai 1214 Walram IV. (* ~1175, † 1226), Herzog von Limburg.
Aus dieser Ehe gingen 3 Kinder hervor:
- Heinrich V. genannt Heinrich der Blonde (1216–1281)
- Gerhard Graf von Durbuy († 1276)
- Katharina († 1255), heiratet 1229 Matthäus II. († 1251), Herzog von Lothringen.

Walram versuchte auch wieder erfolglos Namur wiederzugewinnen; der definitive Verzicht darauf wurde in einem neuen Vertrag von Dinant vom 13. März 1223 festgehalten.
Zum zweiten Mal verwitwet, verwaltete sie Luxemburg noch 21 Jahre lang, zuerst unterstützt durch Walram von Monschau und dann durch ihren eigenen Sohn Heinrich V.
Bis zu ihrem Tod 1247 hatte sie die Grafschaft in der Größe verdreifacht. Ihre umsichtige Herrschaft machte Luxemburg zu dieser Zeit zu einem blühenden Landstrich. So hatte sie verschiedenen Städten Freibriefe erteilt, unter anderen Luxemburg und Echternach.
Außerdem führte sie ein sehr religiöses Leben und errichtete mehrere Klöster, unter anderem die Abtei Clairefontaine bei Arlon, wo sie genauso wie ihr Sohn Heinrich der Blonde ihre letzte Ruhestätte fand, ihr Grab kann man heute noch besuchen.